# Rzeżyca (rejon)
Rzeżyca (łot. Rēzeknes rajons) – rejon w południowo-wschodniej Łotwie, funkcjonujący w latach 1949–2009.
Rejon graniczył z rejonami: Balvi, Krasław, Lucyn, Madona i Preiļi oraz z miastem wydzielonym Rzeżyca.
Zniesiony 30 czerwca 2009, w ramach reformy administracyjnej.